# Commonwealth Arena and Sir Chris Hoy Velodrome
De Commonwealth Arena and Sir Chris Hoy Velodrome, vanwege sponsoring ook bekend als de Emirates Arena, is een Britse indoor sportcomplex met velodroom in het noorden van het district Dalmarnock in het Schotse Glasgow.  Het indoorsportcomplex bevindt zich direct ten zuiden van Celtic Park, van dit voetbalstadion waar Celtic FC speelt, fysiek gescheiden door de A74.
De Commonwealth Arena and Sir Chris Hoy Velodrome is gebouwd voor de Commonwealth Games (Gemenebestspelen) van 2014 toen in het complex de badminton en baanwielrennen competities werden georganiseerd.  Het was van 2012 tot de zomer van 2023 het thuisveld van het Britse basketbalteam Caledonia Gladiators, voor 2022 bekend als de Glasgow Rocks. Het complex is tevens het hoofdkantoor van Sportscotland en Scottish Cycling. Het werd gebouwd op een terrein van 12,5 hectare voor een bedrag van 113 miljoen Britse pond. De bouwwerkzaamheden vonden plaats tussen 2009 en 2012. Het stadion werd geopend in oktober 2012.
De arena heeft parkeergelegenheid voor 416 auto's en 26 invalidenvakken. Overloopparkeergelegenheid is beschikbaar in Celtic Park.

## Commonwealth Arena
De Commonwealth Arena (of Emirates Arena) heeft een capaciteit van 6.500 toeschouwers. Tijdens de Gemenebestspelen waren er twaalf badmintonvelden in drie indoor sporthallen. De arena heeft een hydraulisch opgetilde indoor atletiekbaan van 200 meter waar de Aviva International Match wordt gehouden, een atletiekwedstrijd onderdeel van de World Athletics Indoor Tour.
Aan het begin van het seizoen 2012-13 van de British Basketball League verhuisden de toen als Glasgow Rocks bekende ploeg van de Kelvin Hall naar de nieuwe arena. Bij de Davis Cup 2015 speelde het Britse Davis Cup-team in de eerste ronde van de wereldgroep tegen de Verenigde Staten en in de halve finale tegen Australië, met de Britse topspeler en nummer drie van de wereld Andy Murray. De toeschouwerscapaciteit van de arena werd uitgebreid naar 8.200 voor de halve finale om te voldoen aan de eisen voor de Davis Cup. Groot-Brittannië speelde opnieuw in de arena voor de halve finales van de Davis Cup in 2016 en tijdens de groepswedstrijden van groep D voor de Davis Cup 2022. Als tenniscourt fungeerde de arena ook voor het eindtoernooi van de Wereldgroep van de Billie Jean King Cup 2022.
De arena was de hoofdlocatie voor de Europese kampioenschappen atletiek indoor in 2019 en was dit opnieuw voor de wereldkampioenschappen indooratletiek van 2024.

## Sir Chris Hoy Velodrome
De velodroom heeft een 250 meter lange indoorbaan met een capaciteit van 2.500 toeschouwers (waarvan 2.000 zitplaatsen), uit te breiden tot 4.500 (4.000 zitplaatsen) met tijdelijke zitplaatsen. De baan is vernoemd naar de Schot Sir Chris Hoy, gouden medaillewinnaar op de Olympische en Gemenebestspelen, die op dat moment de succesvolste Britse olympische atleet was. De overdekte wielerbaan met een 250 m lange houten piste werd ontworpen door het gerenommeerde Duitse architectenbureau Schürmann.
Het werd geopend in oktober 2012 en was gastheer voor een ronde van de 2012-13 UCI wereldbeker baanwielrennen. In augustus 2013 was het gastheer voor de UCI wereldkampioenschappen baanwielrennen voor junioren. Het was de locatie voor de Gemenebestspelen van 2014, meer bepaald voor de baandisciplines van de wielersport. De velodroom was gastheer voor de Europese kampioenschappen baanwielrennen 2018, die deel uitmaakten van de eerste Europese sportkampioenschappen, en de wereldkampioenschappen baanwielrennen van 2023, onderdeel van de gegroepeerde wereldkampioenschappen wielrennen.